# Lot 23
Lot 23 est un canton dans le comté de Queens, Île-du-Prince-Édouard, Canada. Il fait partie de la Paroisse Grenville.

## Population
- 883 (recensement de 2001)[1]
- 837 (recensement de 2006)[1]
- 1 001 (recensement de 2011)[2]

## Communautés
Incorporé :
- Darlington
- Hunter River

Non-incorporé :
- Cavendish
- New Glasgow